# Estetyzm
Estetyzm – ruch intelektualny i artystyczny, powstały pod wpływem francuskim u schyłku XIX wieku w Wielkiej Brytanii, oparty na filozofii „sztuka dla sztuki”, akcentujący wyjątkową wartość sztuki i przyjemności znajdowanej w odkrywaniu rzeczy pięknych. Był kompilacją złożoną z wielu stylów. Główne źródła jego inspiracji to klasycyzm i sztuka japońska. Był popularny w latach 1870–1900.

## Historia i założenia

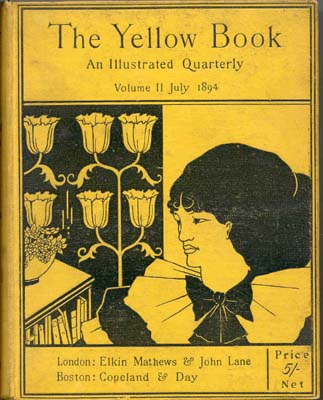
Aubrey Beardsley, ilustracja okładki The Yellow Book

Estetyzm był częścią ruchu dekadenckiego. Wyrazicielami jego założeń w Wielkiej Brytanii byli pisarz Walter Pater i mieszkający w Londynie amerykański malarz James McNeill Whistler. W ślad za Baudelaire’em odrzucali oni przekonanie, że sztuka powinna służyć celom moralnym, politycznym i religijnym; podobnie jak John Ruskin i William Morris podkreślali oni znaczenie piękna w sztuce, ale negowali jego społeczny i moralny cel. Sloganem estetyzmu stało się hasło sztuka dla sztuki. Sztuka dekadencka znalazła swój silny wyraz w epoce fin de siècle. Tacy artyści jak Lawrence Alma-Tadema i Albert Joseph Moore byli zafascynowani skazanymi na porażkę dawnymi cywilizacjami, dziełami sztuki starożytnej Grecji i Rzymu, epoki ostatnich cesarzy i sztuką rokoka. Zgodnie z ich przesłaniem jedynym ratunkiem przed monotonią i upadkiem była hedonistyczna zmysłowość.  
Przedstawicielami estetyzmu byli także pisarz Oscar Wilde oraz ilustrator Aubrey Beardsley, który zdobył rozgłos w 1894 roku ilustracjami do dramatu Salome Wilde’a. Nowy styl Bearsleya, wywodzący się częściowo z japońskiej grafiki i obrazów prerafaelickiego malarza Edwarda Burne-Jonesa, miał się okazać decydującym czynnikiem w rozwoju secesji. Beardsley był przez krótki okres redaktorem periodyku „The Yellow Book”, publikującego prace wielu pisarzy i artystów związanych z dekadentyzmem i secesją. W połowie lat 90. XIX wieku dyskusje w sztuce zwróciły się od dekadentyzmu w kierunku symbolizmu, z towarzyszącym im przesunięciem akcentów ze zmysłowości na duchowość. Pewne elementy dekadentyzmu i estetyzmu – pojęcie artysty jako istoty wyższej, wiara w znaczenie sztuki jako takiej czy traktowanie sztuki jako formy religii – znalazły swą kontynuację w licznych ruchach awangardowych XX wieku.

### Estetyzm w okresie Młodej Polski
W okresie modernizmu estetyzm budził zdecydowane protesty wielu twórców, wybitnych krytyków literackich – choćby Stanisława Brzozowskiego. Wbrew powszechnym opiniom i uproszczeniom, w okresie Młodej Polski estetyzm wcale nie obejmował całej sztuki, ale jedynie wąski krąg zjawisk artystycznych, o których z reguły dość szybko zapomniano. Polemikę z estetami na gruncie polskim prowadzili Antoni Lange, Zenon Przesmycki oraz Stanisław Przybyszewski, choć sami czerpali z tego kierunku w swej twórczości.

## Galeria

### Malarstwo, rzeźba i rzemiosło artystyczne

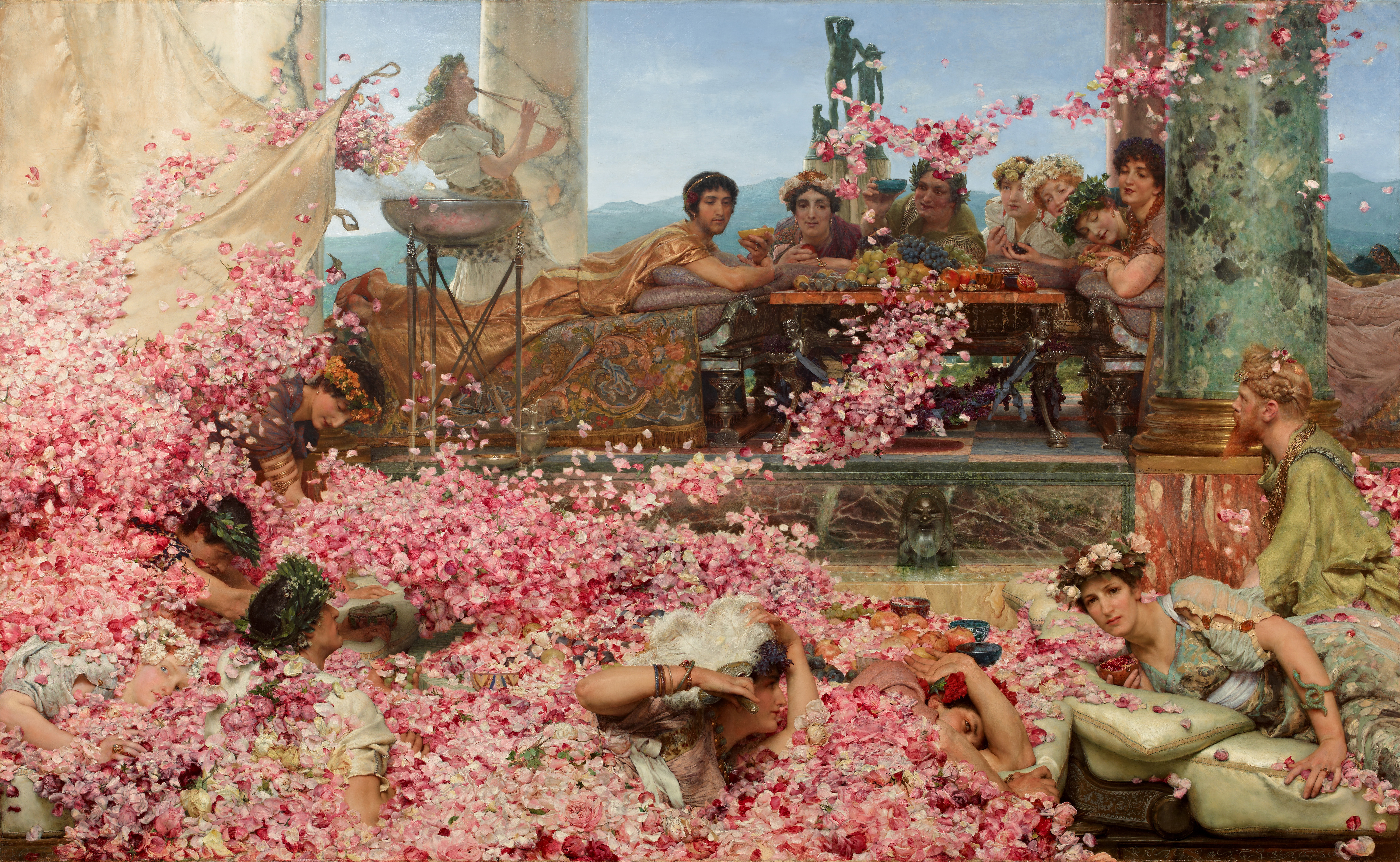
Lawrence Alma-Tadema, Róże Heliogabala, 1888, kolekcja prywatna
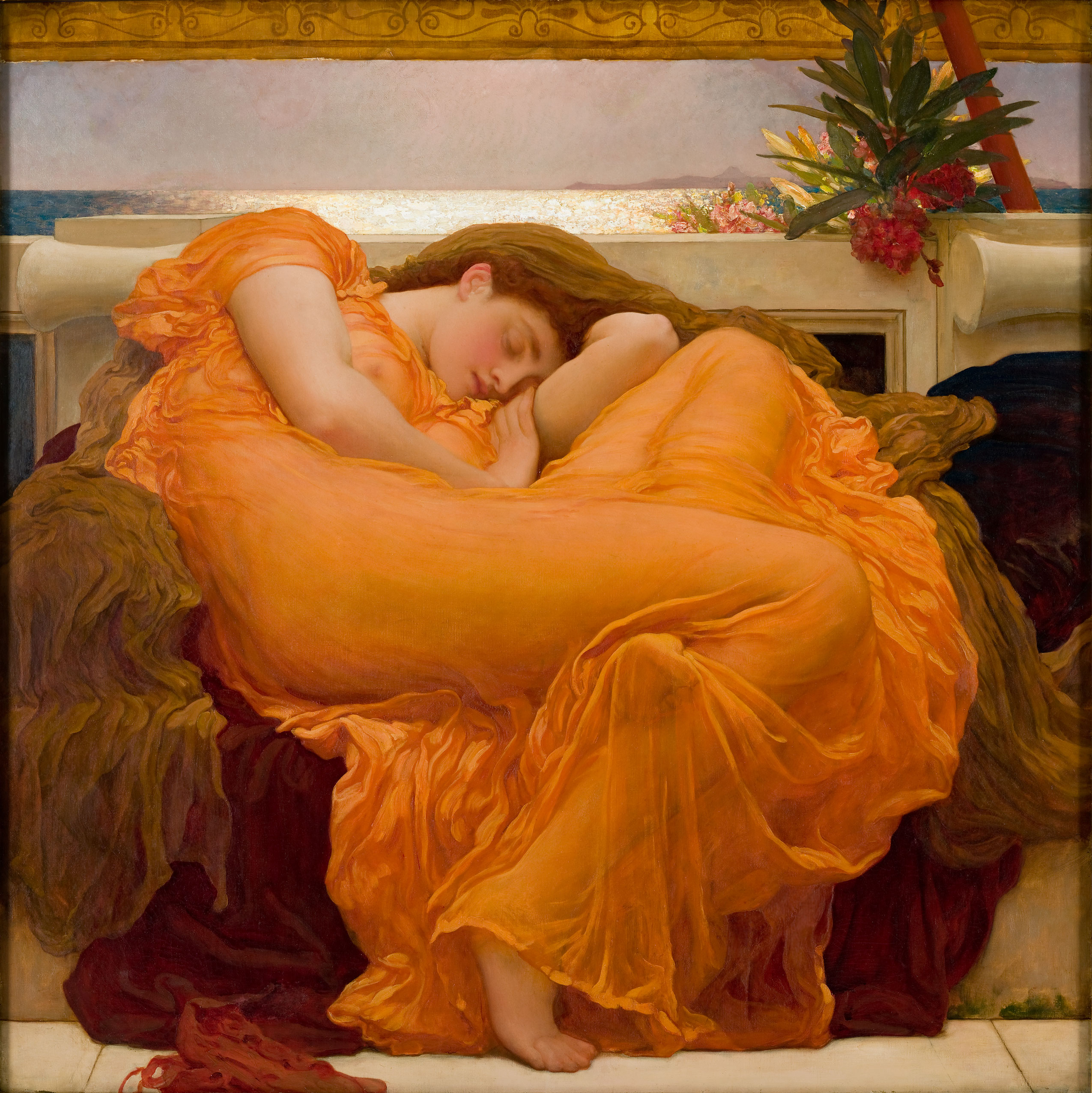
Frederic Leighton, Upalny czerwiec, ok. 1895, Museo de Arte de Ponce
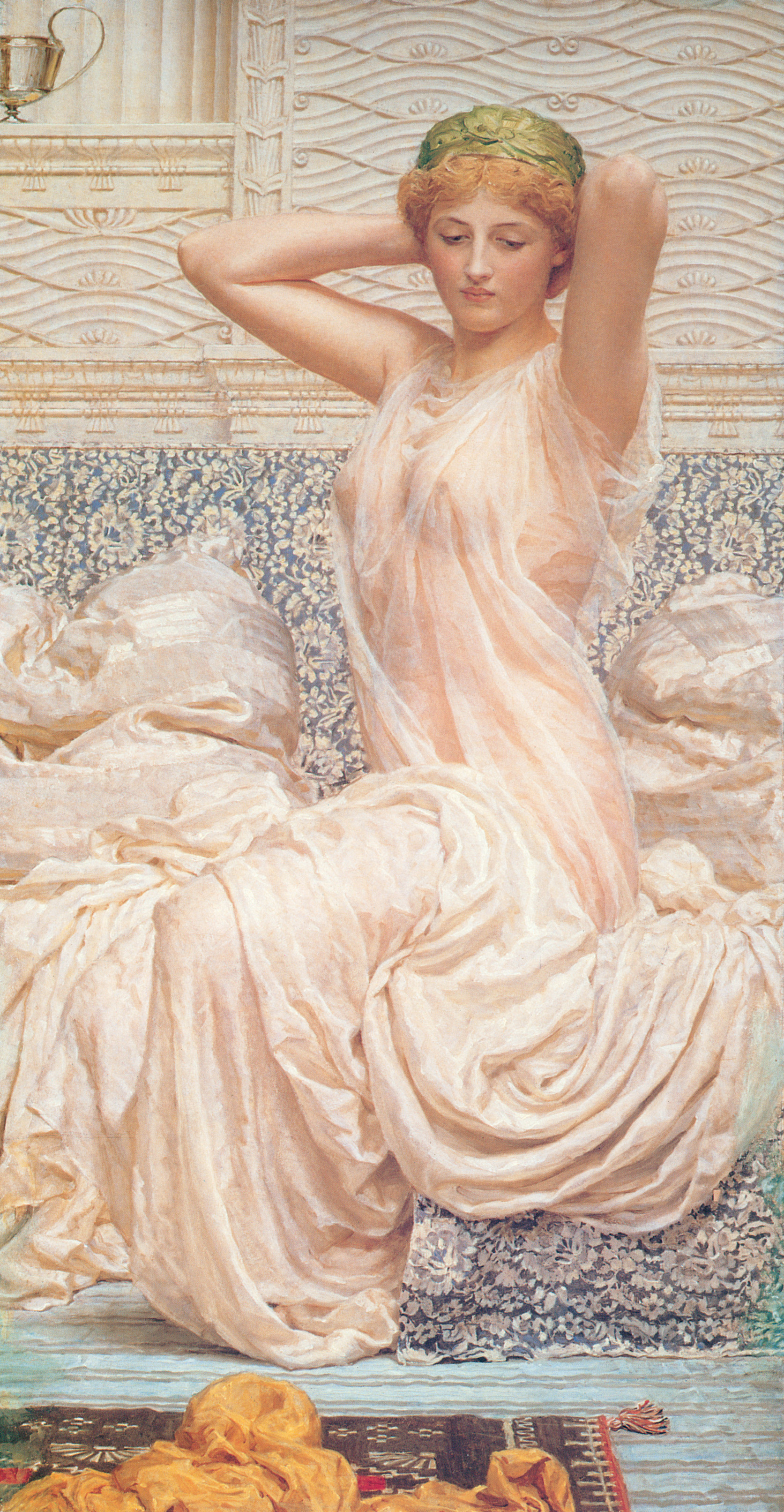
Albert Joseph Moore, Srebro, kolekcja prywatna
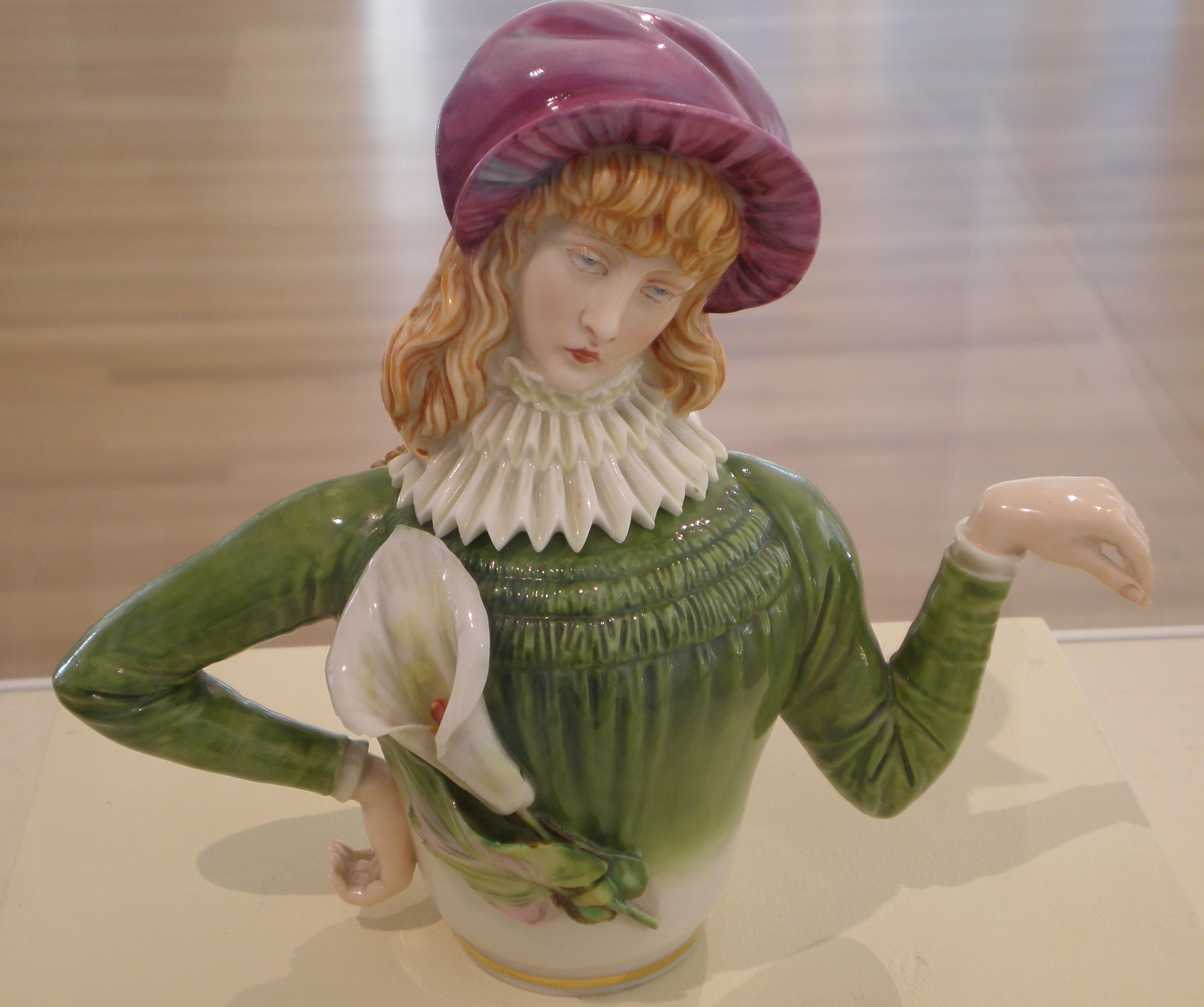
Estetyczny czajnik, projekt R.W. Binns, wykonanie James Hadley, 1881
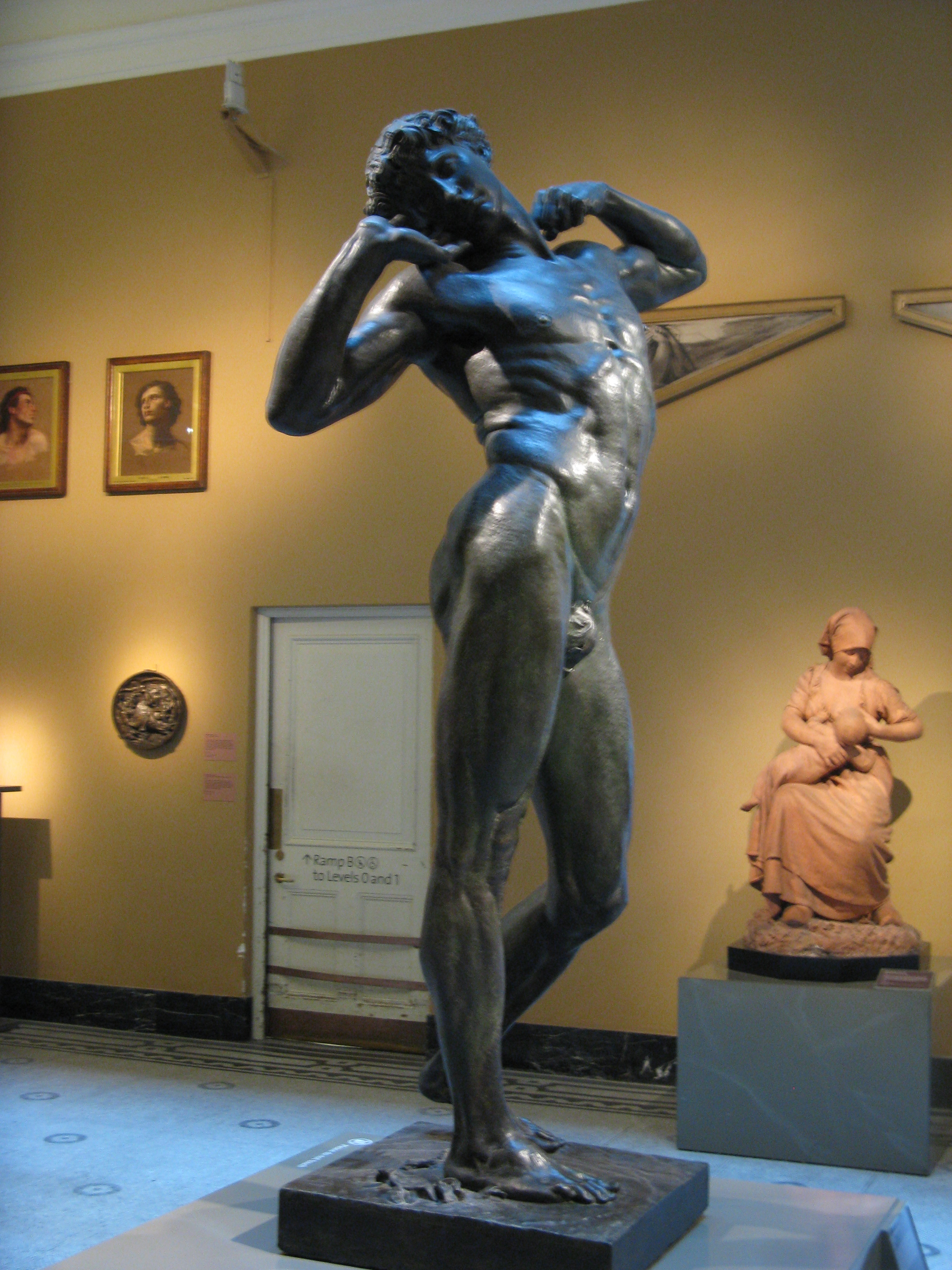
Frederic Leighton, Próżniak, Muzeum Wiktorii i Alberta

### Wystrój wnętrz

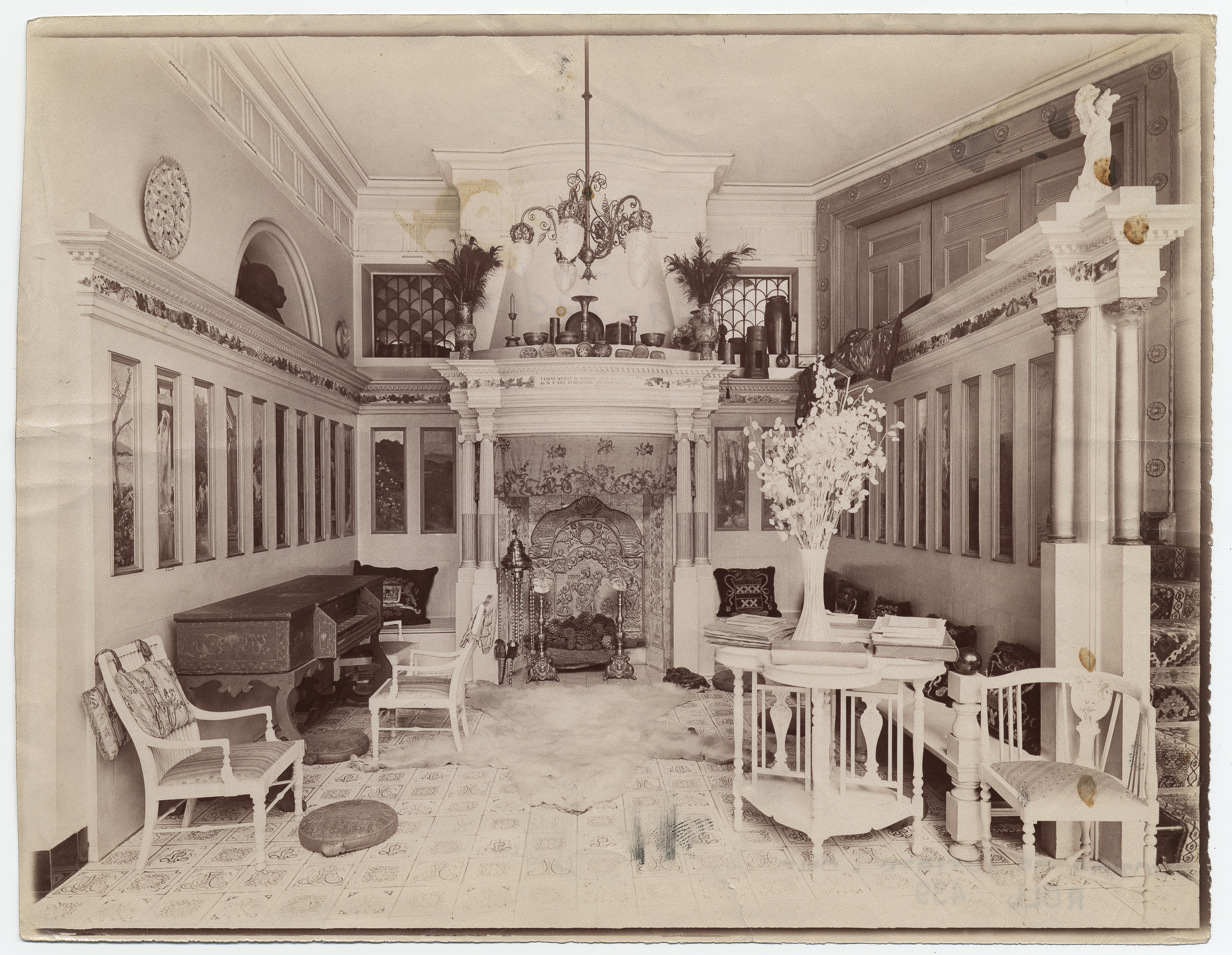
Wnętrze domu Lawrence’a Almy-Tademy, fotografia, 1870
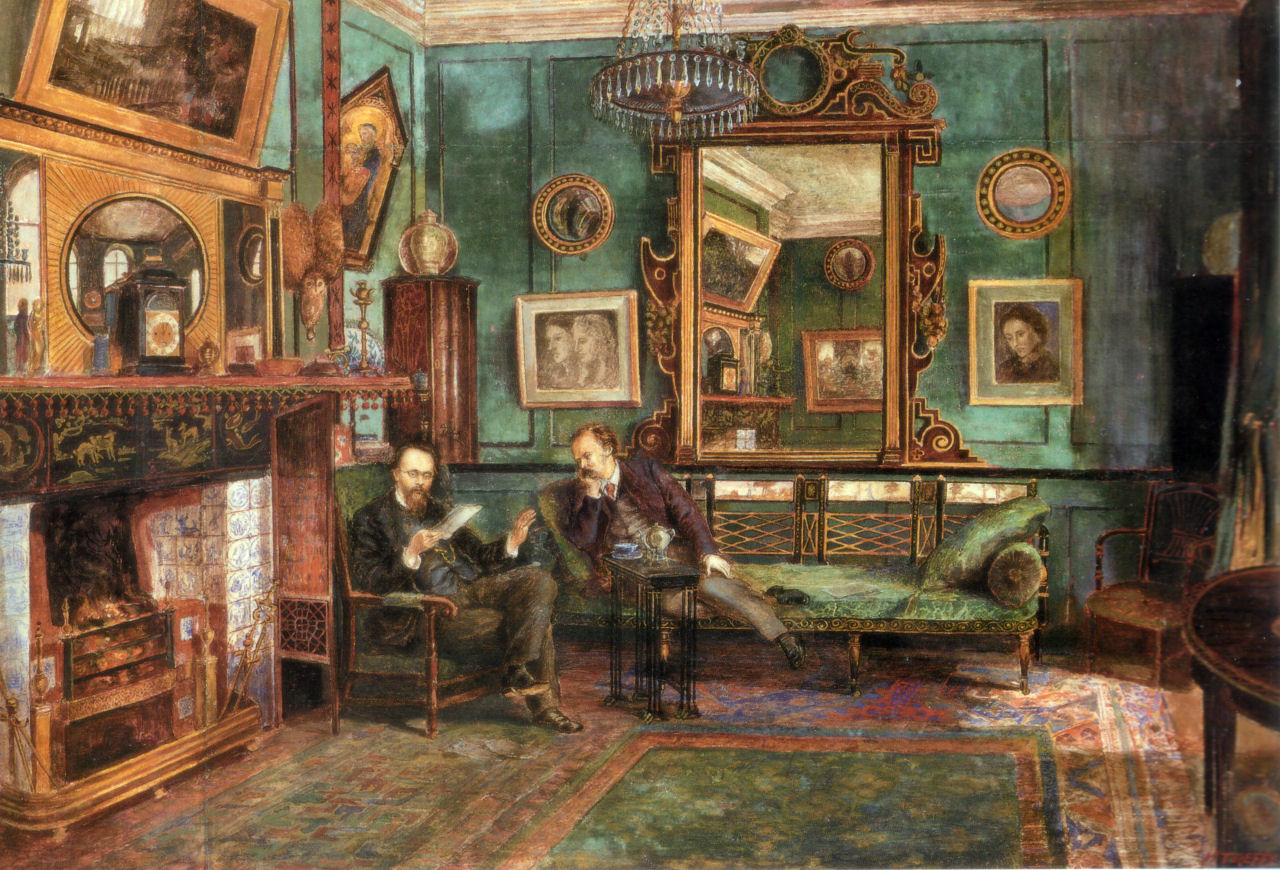
Henry Treffry Dunn, Dante Gabriel Rossetti i Theodore Watts-Dunton w pokoju malarskim przy 16 Cheyne Walk, 1882, National Portrait Gallery
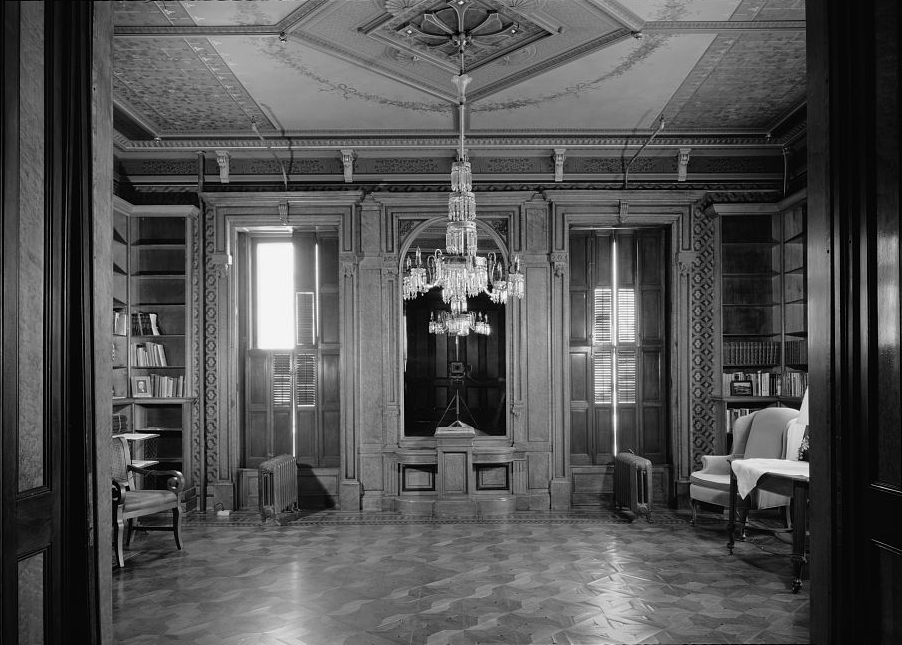
August Fiedler, wnętrze Hegeler Carus Mansion, 1874–1876, Illinois
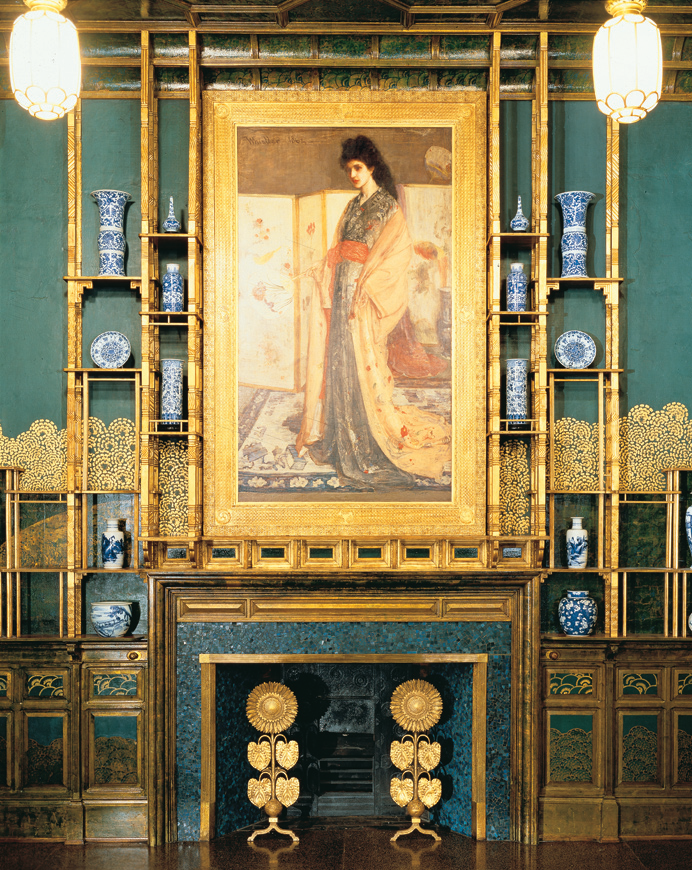
James McNeill Whistler, Pawi Pokój (1876–1877, fragment): obraz Księżniczka z Krainy Porcelany, Freer and Sackler Galleries
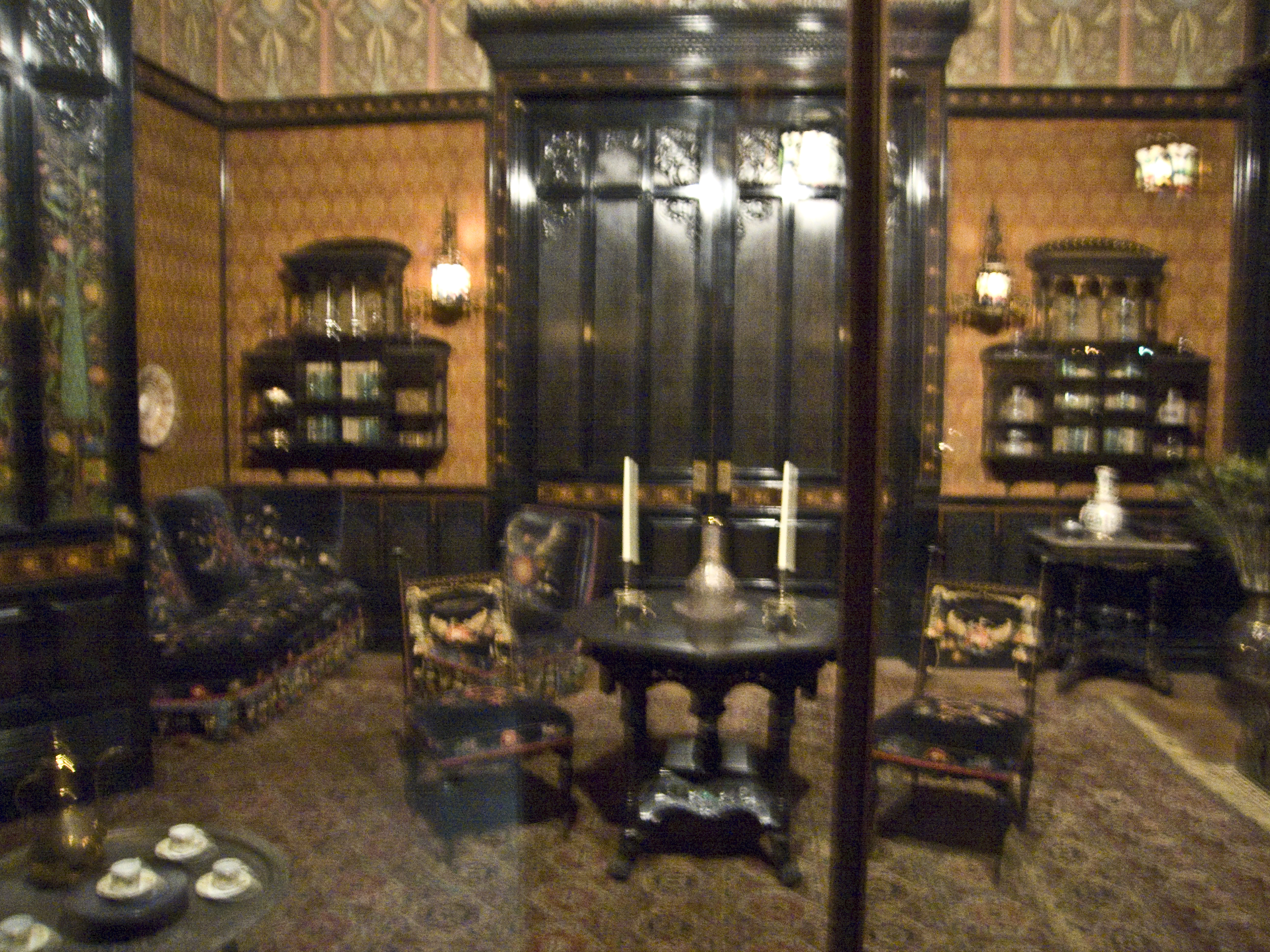
Pokój-palarnia w stylu mauretańskim Johna D. Rockefellera, II połowa XIX wieku, Brooklyn Museum